# NHL 1920/1921
Sezóna 1920/1921 byla 4. sezonou NHL. Vítězem NHL se stal tým Ottawa Senators, který následně ve finále Stanley Cupu porazil vítěze PCHA – Vancouver Millionaires a získal tak i Stanley Cup.
Tým Quebec Bulldogs se přestěhoval do Hamiltonu a přejmenoval se na Hamilton Tigers.

## Konečná tabulka základní části

### První polovina sezony
| Tým                  | Z  | V | P | R | B  | VG | IG |
| -------------------- | -- | - | - | - | -- | -- | -- |
| Ottawa Senators      | 10 | 8 | 2 | 0 | 16 | 49 | 23 |
| Toronto St. Patricks | 10 | 5 | 5 | 0 | 10 | 39 | 47 |
| Montreal Canadiens   | 10 | 4 | 6 | 0 | 8  | 37 | 51 |
| Hamilton Tigers      | 10 | 3 | 7 | 0 | 6  | 34 | 38 |

### Druhá polovina sezony
| Tým                  | Z  | V  | P  | R | B  | VG | IG |
| -------------------- | -- | -- | -- | - | -- | -- | -- |
| Toronto St. Patricks | 14 | 10 | 4  | 0 | 20 | 66 | 53 |
| Montreal Canadiens   | 14 | 9  | 5  | 0 | 18 | 75 | 48 |
| Ottawa Senators      | 14 | 6  | 8  | 0 | 12 | 48 | 52 |
| Hamilton Tigers      | 14 | 3  | 11 | 0 | 6  | 58 | 94 |

## Play off o vítězství v NHL
Ottawa Senators vs. Toronto St. Patricks
| Datum      | Tým             | Skóre | Tým                  | Skóre |
| ---------- | --------------- | ----- | -------------------- | ----- |
| 10. března | Ottawa Senators | 5     | Toronto St. Patricks | 0     |
| 14. března | Ottawa Senators | 2     | Toronto St. Patricks | 0     |

Ottawa zvítězila celkově 7:0 a postoupila do finále Stanley Cupu.

## Ocenění
- O'Brien Cup — Ottawa Senators

## Finále Stanley Cupu

### Účastníci
- Ottawa Senators – vítěz NHL 1920/1921
- Vancouver Millionaires – vítěz PCHA 1920/1921

### Zápasy
Všechna utkání byla hrána v Denman Areně ve Vancouveru.
Ottawa Senators vs. Vancouver Millionaires
| Datum      | Tým                    | Skóre | Tým                    | Skóre |
| ---------- | ---------------------- | ----- | ---------------------- | ----- |
| 21. března | Ottawa Senators        | 1     | Vancouver Millionaires | 2     |
| 24. března | Vancouver Millionaires | 3     | Ottawa Senators        | 4     |
| 28. března | Vancouver Millionaires | 2     | Ottawa Senators        | 3     |
| 31. března | Ottawa Senators        | 2     | Vancouver Millionaires | 3     |
| 4. dubna   | Vancouver Millionaires | 1     | Ottawa Senators        | 2     |

Ottawa zvítězila 3:2 na zápasy a získala Stanley Cup.